# 네온-20
네온-20(Neon-20, 20Ne)은 네온 동위 원소의 일종으로, 네온의 안정 동위 원소 3개 중 하나이다. 원자핵은 양성자 10개와 중성자 10개로 구성되어 있으며, 자연에 존재하는 네온의 약 90.48%를 차지한다.

## 생성
네온-20은 네온-21이나 네온-22와 같은 다른 네온의 안정 동위 원소와는 다르게 탄소-12 원자 2개의 핵합성을 통해 생성된다. 반응식은 아래와 같다.
12C + 12C → 20Ne + 4He (알파 입자)
이러한 과정 외에도 네온-20은 플루오린-20, 나트륨-20, 마그네슘-21, 알루미늄-22, 알루미늄-24의 방사성 붕괴를 통해서도 생성될 수 있다.

## 이용
네온-20은 양전자 방출 단층촬영(PET)에 사용되는 FDG(fluorodeoxyglucose)를 생산할 때도 이용된다. 이 물질을 생성하기 위해서는 플루오린-18이 필요한데, 네온-20은 산소-18과 함께 플루오린-18의 생산에 사용할 수 있다.

## 핵반응
태양 질량의 8배 이상인 항성에서는 탄소 연소 과정이 끝난 후, 초고온, 초고압 조건 하에서 네온의 핵반응이 일어난다. 반응식은 아래와 같다.
20Ne + γ → 16O + 4He
20Ne + 4He → 24Mg + γ
20Ne + 1n → 21Ne + γ
가장 마지막 반응식에서 생성된 네온-21은 다시 4He와 충돌하여 마그네슘-24를 생성하고 중성자를 방출한다. 이렇게 네온 연소 과정이 끝나면 산소 연소 과정이 시작된다.

## 같이 보기
- 네온 동위 원소
- 네온-21
- 네온-22
- 네온 연소 과정
- 플루오린-18
- 산소-18

| 가벼운 핵종 네온-19 | 네온의 동위 원소 | 무거운 핵종 네온-21 |

| 어미핵종: 플루오린-20, 나트륨-20 마그네슘-21, 알루미늄-22 알루미늄-24 | 네온-20의 붕괴 사슬 | 없음 |